# 萨罗尼科斯群岛
萨罗尼科斯群岛（希臘語：Νησιά Σαρωνικού），是希腊的一个群岛，以群岛所在的萨罗尼科斯湾命名。主要岛屿为萨拉米斯岛、埃伊納島、安吉斯特里岛、波羅斯島。位于伯罗奔尼撒半岛东北方的伊茲拉島与佐科斯島（阿尔戈利斯湾与萨罗尼科斯湾之间）以及位于阿尔戈利斯湾的斯派采岛，有时也认为是属于该群岛。因此该群岛又称为阿尔戈-萨罗尼科斯群岛（Νησιά Αργοσαρωνικού）。
很多希腊大陆的居民在萨罗尼科斯群岛拥有度假屋。从雅典都会区的比雷埃夫斯港及伯罗奔尼撒半岛有定期轮渡前往此群岛。

## 主要岛屿
| 岛屿         | 面积 (km2) | 人口数量 (2011年) |
| ------------ | ---------- | ----------------- |
| 萨拉米斯岛   | 96         | 39,283            |
| 埃伊納島     | 83         | 13,056            |
| 伊茲拉島     | 50         | 1,948             |
| 波羅斯島     | 23         | 3,951             |
| 斯派采岛     | 22         | 3,934             |
| 安吉斯特里岛 | 13         | 1,142             |
| 佐科斯島     | 12.5       | 18                |

## 行政
行政上萨罗尼科斯群岛隶属于阿提卡大區岛屿专区。该专区划分为8个市镇，其中萨罗尼科斯群岛下分为6个市镇：埃伊纳、安吉斯特里、伊茲拉、波罗斯、萨拉米斯及斯派采。